# Secció de voleibol del Futbol Club Barcelona
La Secció de voleibol del Futbol Club Barcelona fou creada el 26 de gener de 1950 tot i que només quatre mesos després desaparegué. Fou fundada de nou el 25 de setembre de 1970 sota l'impuls dels senyors Artigal i Valls. En la seva primera temporada assolí l'ascens a la màxima categoria però mai no fou un esport punter. Jugava al Palau Blaugrana 2. L'any 1986 la junta decidí suprimir el seu equip sènior i deixar només els equips de base.

## Palmarès
- Superlliga Catalana: 1 (2022-23)
- Lliga Catalana: 8 (1985, 1991, 1994, 2009-10, 2010-11, 2011-12, 2017-18, 2019-20)
- Superlliga 2 Masculina de Voleibol d'Espanya: 2 (2007-08, 2019-2020)
- Copa del Príncep de Voleibol: 2 (2008, 2020)